# Debra Burlingame
Debra Burlingame (nacida en 1954) es una abogada estadounidense y activista política.  Es  hermana de Charles "Chic" Burlingame III, el piloto del secuestrado vuelo 77 de American Airlines que voló al Pentágono durante los ataques del 11 de septiembre de terroristas de Al Qaeda en 2001.

## Juventud
Burlingame nació en Saint Paul, Minnesota, y se mudó con frecuencia de ciudad como hija que era de un miembro activo de la  Fuerza Aérea de los Estados Unidos. Pasó parte de su infancia en California e Inglaterra.

## Educación temprana y carrera
Burlingame es graduada por la Universidad de Nueva York y por la Facultad de Derecho Cardozo. Es una antigua asistente de vuelo de las líneas aéreas Trans World Airlines, abogada y fue productora de televisión en Court TV (antes de convertirse en truTV) durante 5 años, antes de mudarse a Los Ángeles.

## Ataques del 11 de septiembre
En la mañana de los ataques del 11 de septiembre de 2001, Burlingame vivía en Los Ángeles. Planeaba iniciar su propia compañía de producción en Los Ángeles, poco antes de los ataques del 11 de septiembre. El hermano de Debra, Charles Burlingame, fue el piloto del vuelo 77 de American Airlines, con el primer oficial David Charlebois, antes de ser secuestrado y desviado al Pentágono.
En el segundo aniversario del ataque, Burlingame lanzó una fundación sin fines de lucro que proporciona becas universitarias a hombres y mujeres jóvenes que deseen seguir carreras como oficiales en los servicios armados de los Estados Unidos. "Apuntando a los jóvenes que han demostrado su deseo de ser parte de algo más grande que ellos mismos", dijo Burlingame.

## Activismo
Burlingame fue la inspiración para que el bloguero Robert Shurbet iniciara el Take Back The Memorial, un grupo sin fines de lucro que se oponía a que el International Freedom Center (IFC) fuera ubicado junto a la zona cero del World Trade Center. Burlingame es columnista y activista política, y también miembro de la junta de la Fundación Memorial del World Trade Center. Con base en los esfuerzos de Burlingame y otros, el gobernador de Nueva York, George Pataki, prohibió que el IFC se ubicara junto al  World Trade Center. Como resultado, los  patrocinadores de la IFC la abandonaron.
Se invitó a los parientes supervivientes de las víctimas del 11- 9 a que enviaran sus nombres a un sorteo para ver quiénes serían invitados a asistir a las audiencias y juicios de Khalid Sheikh Mohammed y los otros cuatro cautivos de mayor rango. Debían ser escogidas seis familias al azar. El nombre de Burlingame fue uno de los seis elegidos.
The Wall Street Journal ha publicado numerosas columnas de opinión escritas por Burlingame. También ha publicado columnas en New York Daily News.
En octubre de 2009, Burlingame cofundó, junto con Liz Cheney, una organización sin fines de lucro 501 (c) 4 llamada Keep America Safe. La organización recibió fuertes críticas de abogados conservadores, muchos de los cuales habían trabajado para la administración Bush. Poco después, toda la información pública sobre la organización desapareció de Internet. A partir de entonces, Burlingame fundó las Familias del 11/9 para una América segura y fuerte con Tim Sumner. La organización trata acerca de los miembros de las familias afectadas por el 11 de septiembre que ven la seguridad nacional como la principal prioridad del país.

## Posiciones políticas

### Declaraciones antiislámicas
Burlingame es crítica con el islam. En 2010, emitió un comunicado de prensa denunciando el apoyo del presidente Barack Obama a la "mezquita de la Zona Cero". Escribió: "Demoler un edificio que fue dañado por los restos de uno de los aviones secuestrados para construir una mezquita y un Centro Islámico dará más energía a quienes lo consideran como una ratificación de su misión violenta y ordenada por la divinidad: la difusión de la ley islámica y el sometimiento a ella de todas las personas libres, incluidos los musulmanes seculares que vienen a este país huyendo de esa ideología medieval, que destruye vidas y aplasta el espíritu humano "
Burlingame también escribió una carta atacando la película Non-Stop de Liam Neeson porque el secuestrador en la película es un asesino miembro de la familia del 11/9 y militar veterano de guerra.
La Fundación Nacional de Monumentos y Museos del 11 de septiembre emitió una declaración en respuesta al llamado del Consejo de Relaciones Islámicas Estadounidenses para que la Sra. Burlingame fuese removida de la junta de la fundación. 
Decía:
"El National September 11 Memorial & Museum tiene el privilegio de contar con una junta directiva comprometida que ha aportado liderazgo y diversas perspectivas a este proyecto. Esta junta está compuesta por familias del 11 de septiembre, testigos y sobrevivientes. Los miembros son del sector empresarial y privado y de otros sectores ", dijo el presidente del 9/11 Memorial Joe Daniels. "Como alguien cuyo hermano fue asesinado a bordo del avión en el ataque al Pentágono, Debra Burlingame es una de las más comprometidas, y sus contribuciones a lo largo de los años han ayudado a construir un lugar especial que honra la memoria de las víctimas, preserva la historia del 11 de septiembre y presenta los hechos de una horrible tragedia. Nos sentimos honrados de tener a esta mujer en este consejo. Debra y todos los miembros de la junta han sido cruciales en la construcción de una institución de importancia nacional que será reconocida por el mundo en los años venideros."